# Olenyok
Az Olenyok (cirill betűkkel Оленёк) folyó Oroszországban, Észak-Szibériában, Jakutföld északnyugati részén, teljes hosszában az északi sarkkörön túl.

## Földrajz
Hossza 2292 km, vízgyűjtő területe 219 000 km², évi közepes vízhozama a torkolatnál: 1210 m³/s.
A Közép-szibériai-fennsík részét képező Viljuj-felföld északi peremén ered. Jakutföldön, a Bukocsan-hátság déli peremén folyik kezdetben kelet felé, majd keskeny völgyben észak felé. Középső szakaszán, az Arga-Szala folyó torkolatától széles völgyben, különösen sok kanyart képezve folytatja útját. Alsó, kb. 900 km-es szakaszán az Olenyok-síkságon továbbra is északra tart, átszeli a Kisztik-fennsík dombos vidékét; a Csekanov-hátság mellett északnyugati irányban folyik tovább és az Észak-szibériai-alföldön át éri el a Laptyev-tengert, itt 475 km² területű, 20 km hosszú deltatorkolatot képezve ömlik az Olenyok-öbölbe.
Magasvize júniustól szeptemberig tart, de már szeptember végén elkezdődik a jégképződés, és a folyó október elejétől május végéig, június első feléig befagy, felső szakaszán gyakran teljesen átfagy. Tél végére a folyó vízhozama a torkolatnál minimálisra csökken. A 130 km széles Olenyok-öblöt, melybe keletről a Léna-delta egyik nagy ága is torkollik, a tél legnagyobb részében mozdulatlan jég borítja.
Magasvíz idején az Olenyok a torkolattól közel 1000 km-en át hajózható. Partján csak kisebb települések találhatók, mint Olenyok,  Szuhana, Tajmilir és a torkolatnál fekvő Uszty-Olenyok.

### Mellékfolyók
Jelentősebb mellékfolyói Jakutföldön:
- jobbról a Sziligir (344 km),
- balról az Arga-Szala (554 km), a Birekte (315 km), a Kuojka (294 km), a Bejencsime (311 km), a Pur vagy Bur (501 km), a Buolkalah (a torkolat közelében, 305 km).

## Lásd még
- Olenyoki